# وانگ لیهونگ (شمشیرباز)
وانگ لیهونگ (انگلیسی: Wang Lihong؛ زادهٔ ۳ فوریهٔ ۱۹۶۸) شمشیرباز اهل چین بود. وی در بازی‌های المپیک تابستانی ۱۹۹۲ شرکت کرده‌است.